# Sunday Reed

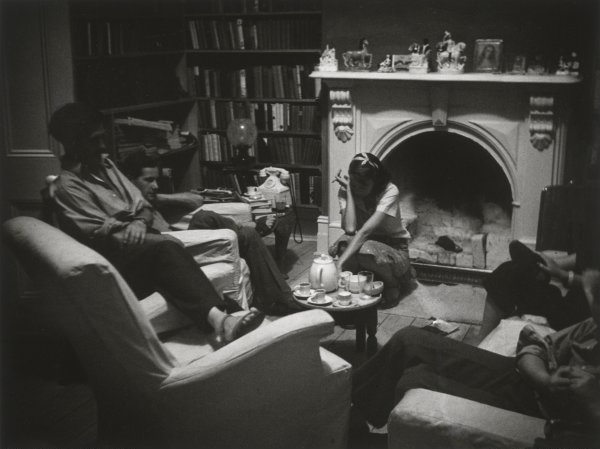
In der Bibliothek von Heide: John Reed, Sidney Nolan und Sunday Reed, 1942

Lelda Sunday Reed, geb. Baillieu (* 15. Oktober 1905 in Melbourne; † 15. Dezember 1981 Heidelberg, Victoria, Australien) war eine australische Kunstmäzenin. Gemeinsam mit ihrem Mann John Reed förderte sie zahlreiche Künstler der australischen Moderne und spielte eine zentrale Rolle in der Entwicklung der Kunstszene Australiens in der Mitte des 20. Jahrhunderts.

## Leben

### Jugend und Ausbildung
Sunday Baillieu wurde als Tochter einer wohlhabenden und angesehenen Familie in Melbourne geboren. Bis zu ihrem 15. Lebensjahr wurde sie von einer Gouvernante im Haus der Familie in Toorak unterrichtet. Danach besuchte sie die St. Catherine’s School in Windsor. 1924 begleitete sie ihre Familie nach England, wo sie während der Debütantinnensaison am Hofe vorgestellt wurde. Während dieser Zeit wurde sie von der Gesellschaft als nicht klassisch schön, aber als charismatisch wahrgenommen.

### Erste Ehe und gesundheitliche Probleme
1926 heiratete Sunday Leonard Quinn, einen Amerikaner, den sie in Melbourne kennengelernt hatte. Die beiden lebten in den folgenden Jahren in Europa, bis bei ihr 1929 in Paris Gonorrhoe diagnostiziert wurde. Die Krankheit sowie eine spätere Operation führten dazu, dass sie keine Kinder bekommen konnte und auf einem Ohr taub wurde. Die Ehe endete kurz danach, als Quinn sie verließ. Ihre Familie holte sie aus London zurück nach Melbourne.

### Heirat mit John Reed und Gründung von Heide
1931 lernte Sunday Reed den Rechtsanwalt und Kunstliebhaber John Reed kennen. Nach ihrer Scheidung heirateten sie 1932 in Melbourne. Gemeinsam zogen sie 1935 in ein kleines Farmhaus in Bulleen, das sie Heide nannten. Dort schufen sie ein Zentrum für Kunst und Kultur, das zu einem wichtigen Treffpunkt für australische Künstler und Intellektuelle wurde. Zu den Künstlern, die regelmäßig in Heide zu Gast waren und von den Reeds gefördert wurden, gehörten Sidney Nolan, Albert Tucker, Joy Hester, Arthur Boyd und John Perceval.

### Kunstförderung und Angry Penguins
1938 beteiligten sich die Reeds an der Gründung der Contemporary Art Society, die sich der Förderung moderner Kunst in Australien widmete. Sie unterstützten aktiv moderne Künstler und leisteten finanzielle Hilfe durch Stipendien und den Ankauf von Kunstwerken. 1943 gründeten John und Sunday Reed zusammen mit dem Dichter Max Harris den Verlag Reed & Harris, der das Kunst- und Literaturmagazin Angry Penguins herausgab. Das Magazin wurde zu einem wichtigen Sprachrohr der australischen Avantgarde-Kunstszene, insbesondere durch die Förderung junger Künstler wie Sidney Nolan. International bekannt wurde die Zeitschrift durch den Ern Malley Betrug, der 1944 für Aufsehen sorgte.

### Beziehung zu Sidney Nolan
Sidney Nolan, einer der bedeutendsten australischen Künstler des 20. Jahrhunderts, entwickelte eine enge Beziehung zu Sunday Reed und lebte zeitweise in Heide. In dieser Zeit entstanden einige seiner bekanntesten Werke, darunter die erste Serie seiner berühmten Ned Kelly-Bilder. Die Beziehung zu Nolan endete 1947, als er Heide verließ und später John Reeds Schwester Cynthia heiratete.

### Spätere Jahre
Nach dem Zweiten Weltkrieg setzten die Reeds ihr Engagement für moderne Kunst fort. Im Jahr 1958 wandelten sie die Contemporary Art Society Gallery in das Museum of Modern Art of Australia um, dessen Sammlung hauptsächlich aus Kunstwerken bestand, die sie im Laufe der Jahre erworben hatten. Sie setzten ihr Engagement in der Kunstszene fort und unterstützten eine neue Generation von Künstlern wie Charles Blackman, Mirka Mora und Barrett Reid.
In den 1960er Jahren beauftragten die Reeds den Architekten David McGlashan mit dem Bau eines modernen Hauses auf dem Heide-Grundstück, das unter dem Namen Heide II bekannt wurde und 1968 den Preis für herausragende Architektur des Victorian Chapter of the Royal Australian Institute of Architects erhielt.

### Tod und Vermächtnis
Sunday Reed starb am 15. Dezember 1981, zehn Tage nach dem Tod ihres Mannes John Reed. Beide wurden eingeäschert und ihre Asche auf dem Heide Anwesen verstreut. Ihr Vermächtnis lebt im Heide Museum of Modern Art weiter, das nach ihrem Tod im ehemaligen Wohnhaus der Reeds eröffnet wurde und heute eine bedeutende Sammlung moderner australischer Kunst beherbergt. Das Ehepaar Reed spielte eine zentrale Rolle in der Entwicklung der australischen Kunstszene, insbesondere durch die Förderung des Modernismus und die Unterstützung zahlreicher Künstler, die später zu den bekanntesten Vertretern der australischen Kunst wurden.